# Карамурзов, Барасби Сулейманович
Барасби Сулейманович Карамурзов (кабард.-черк. Къарэмырзэ Сулеймэн и къуэ Бэрэсбий; род. 10 ноября 1947, с. Герменчик Урванского района КБАССР) — советский и российский физик, академик РАО. Заслуженный деятель науки Российской Федерации (2003).

## Биография

### Образование
- В 1969 году с отличием окончил Кабардино-Балкарский государственный университет по специальности «Физика».
- 1975 — защитил кандидатскую диссертацию (кандидат физико-математических наук).
- 1986 — присвоено учёное звание доцента по кафедре физики твёрдого тела.
- 1990 — присуждена учёная степень доктора технических наук.
- 1993 — присвоено звание профессора по кафедре физики твёрдого тела.

### Научная деятельность
Трудовую деятельность начал в период учёбы в Кабардино-Балкарском госуниверситете в должности лаборанта (июнь 1967 г.). В октябре 1969 г. был переведён на кафедру общей физики в этой же должности, а затем на должность ассистента этой же кафедры.
С ноября 1969 по октябрь 1970 г. был призван в ряды Советской Армии, после которой вернулся в КБГУ. С ноября 1970 г. до декабря 1979 г. работал ассистентом на кафедрах общей физики и экспериментальной физики. С декабря 1979 г. до мая 1984 г. работал в должности старшего преподавателя кафедры экспериментальной физики, кафедры физики твёрдого тела. С мая 1984 г. до июня 1989 г. работал в должности доцента кафедры физики твёрдого тела.
В феврале 1991 г. был назначен на должность проректора по внешним связям в КБГУ. В июне 1991 г. был избран по конкурсу профессором кафедры физики твёрдого тела. С мая 1993 г. назначен проректором по внешним связям и коммерческим структурам.
Приказом Государственного комитета РФ по высшему образованию от 15.11.1994 г. был утверждён ректором Кабардино-Балкарского госуниверситета на основании решения конференции от 31.10.1994 г. Приказом Министерства образования РФ был повторно утверждён ректором КБГУ — 15.11.1999 г. на основании решения конференции трудового коллектива от 17.09.1999 г. сроком на 5 лет.
На конференции трудового коллектива 15.09.2004 г. переизбран на 3 срок на должность ректора КБГУ сроком на 5 лет. Приказом Федерального агентства по образованию (Рособразование) был утверждён ректором Кабардино-Балкарского государственного университета им. Х. М. Бербекова на четвёртый срок на основании решения конференции научно-педагогических работников и представителей других категорий работников и обучающихся университета от 19 июня 2009 года.
С июля 2015 года по февраль 2020 года — президент федерального государственного бюджетного образовательного учреждения высшего образования «Кабардино-Балкарский государственный университет им. Х. М. Бербекова».
Автор 375 публикаций, из которых 345 научного и 14 учебно-методического характера; имеет 15 свидетельств на изобретения и патентов; автор и соавтор 16 монографий. Научная деятельность профессора Карамурзова Б. С. посвящена фундаментальным и прикладным исследованиям в области физики и химии поверхностных явлений в конденсированных средах, разработке научных основ технологий и созданию конструкционных материалов с высокими физико-химическими свойствами, проблемам современной нанотрибологии — новой области физики поверхности и нанотехнологии.
Главный редактор рецензируемого научного журнала «Известия КБГУ», рекомендованного Высшей аттестационной комиссией при Министерстве образования и науки РФ для публикации основных научных результатов диссертации на соискание учёной степени доктора наук.
Возглавляет диссертационный совет по защите кандидатских, докторских диссертаций по специальности 01.04.15 (физика и технология наноструктур, атомная и молекулярная физика). Руководит международной кафедрой ЮНЕСКО «Образование и воспитание в духе культуры мира и прав человека».

## Семья
Женат. Имеет троих детей.

## Награды и звания
- Заслуженный деятель науки Российской Федерации (2003)[1].
- Заслуженный деятель науки Кабардино-Балкарской Республики.
- Премия Правительства Российской Федерации в области образования.
- Орден «За заслуги перед Кабардино-Балкарской Республикой» (2017) за большой вклад в развитие науки, образования, подготовку квалифицированных специалистов и многолетнюю плодотворную работу.[2]
- Почётная грамота КБР. (недоступная ссылка)
- Почётный знак «Учёный года 2010».
- Государственная награда Республики Абхазия Орден «Ахьдз-апша» (Честь и Слава) II степени. (2013)
- Почётный диплом и медаль Европейской бизнес ассоциации.
- Орден Антона Макаренко.
- Лауреат Премии им. Петра Великого.
- Кавалер Золотого Почётного знака «Общественное призвание».
- Академик (действительный член) государственной академии наук «Российская академия образования».
- Член Межведомственного совета по присуждению премий Правительства Российской Федерации в области образования.
- Член ВАК при Министерстве образования и науки РФ[3].
- Член Правления Российского Союза ректоров
- Член Совета ректоров вузов КБР. (недоступная ссылка)
- Действительный член Международной академии наук высшей школы.
- Президент Ассоциации «Содействие вузам».[4]
- Депутат Парламента Кабардино-Балкарской Республики второго, третьего (с 1997 по 2009 гг.) и пятого (с 2014 г. по н. вр.) созывов.
- Член Всероссийской политической партии «Единая Россия» (с 2002 г.).
- Член президиума регионального политического совета ВПП «Единая Россия».